# ناکامورا ناکازوی اول
ناکامورا ناکازوی اول ((به ژاپنی: 中村仲蔵 Nakamura Nakazo I)؛ ۱۷۳۶ – ۶ ژوئن ۱۷۹۰) بازیگر کابوکی اهل ژاپن بود.